# Satoru Kitaoka
Satoru Kitaoka (jap. 北岡悟  Kitaoka Satoru; ur. 4 lutego 1980 w Narze) – japoński zawodnik mieszanych sztuk walki (MMA), mistrz World Victory Road Sengoku w wadze lekkiej z 2009 roku oraz DEEP również w wadze lekkiej z 2013.

## Kariera MMA
Zadebiutował 31 października 2000 roku na gali Pancrase przegrywając z Yoshinori Kawasakim na punkty. Od 2000 do 2008 walczył głównie w Pancrase gdzie stał się bardzo popularnym i cenionym zawodnikiem. Przez ten czas największymi zwycięstwami Kitaoki były wygrane nad Carlosem Conditem i Paulem Daleyem.
18 maja 2008 zadebiutował w nowo-powstałej organizacji World Victory Road Sengoku wygrywając z Ianem Jamesem Schaffem. Do końca roku wygrał trzy pojedynki w Sengoku w ramach turnieju mającego wyłonić pretendenta do tytułu mistrza w wadze lekkiej. 4 stycznia 2009 zmierzył się o mistrzostwo Sengoku z gwiazdą japońskiego MMA i byłym mistrzem PRIDE Takanori Gomim. Stawiany na straconej pozycji Kitaoka nieoczekiwanie poddał Gomiego dźwignią na stopę w niecałe dwie minuty i zdobył mistrzostwo.
Pas stracił już w pierwszej obronie 2 sierpnia tego samego roku na rzecz rodaka Mizuto Hiroty. W latach 2010–2012 toczył naprzemiennie pojedynki w Pancrase, DEEP oraz DREAM, gdzie w tym ostatnim miał okazję stoczyć walkę o mistrzostwo z Shin’yą Aokim z którym przegrał po 5. rundowej batalii.
26 kwietnia 2013 został mistrzem DEEP w wadze lekkiej odbierając tytuł Daisuke Nakamurze. Tytułu DEEP bronił w sumie trzykrotnie w latach 2014–2015.
15 marca 2015 zwyciężył w finale turnieju Pancrase World Slam Lightweight Tournament pokonując Akirę Okade przez jednogłośną decyzje sędziów. 1 listopada 2015 zmierzył się o mistrzostwo Pancrase wagi lekkiej z Kazukim Tokudome ostatecznie ulegając mu przez nokaut w czwartej rundzie.
Od 2016 związany z Rizin Fighting Federation, gdzie w debiucie dla niej 29 grudnia 2016 pokonał przed czasem Amerykanina Darona Cruickshanka. W kolejnych trzech pojedynkach dla Rizin ulegał kolejno Yusuke Yachi, Kiichi Kunimoto i Diego Brandao.
27 października 2018 przegrał z Koji Takedą jednogłośnie na punkty, tracąc tym samym mistrzostwo DEEP wagi lekkiej.

## Osiągnięcia

### Mieszane sztuki walki
- Sengoku Raiden Championship
  - 2008: WVR Sengoku Lightweight Grand Prix – 1. miejsce wagi lekkiej
  - 2009: mistrz WVR Sengoku w wadze lekkiej
- Deep
  - 2013–2018: mistrz DEEP w wadze lekkiej (3 obrony)